# مدولین اسمیت اسبرن
مدولین اسمیت اسبرن (انگلیسی: Madolyn Smith Osborne؛ زادهٔ ۱ ژانویهٔ ۱۹۵۷) یک هنرپیشه اهل ایالات متحده آمریکا است.
از فیلم‌های معروف او می‌توان به بازی در فیلم گاوچران شهری و همه من اشاره کرد.